# Turk-Gletscher
Der Turk-Gletscher ist ein kleiner Gletscher im ostantarktischen Mac-Robertson-Land. An der Südflanke der McIntyre Bluffs im Mawson Escarpment fließt er in westlicher Richtung und mündet in den Lambertgletscher.
Luftaufnahmen, die 1956, 1960 und 1973 im Rahmen der Australian National Antarctic Research Expeditions (ANARE) entstanden, dienten seiner Kartierung. Das Antarctic Names Committee of Australia benannte ihn nach dem Geodäten Andrew Turk, der an den ANARE-Kampagne des Jahres 1974 zur Erkundung der Prince Charles Mountains teilgenommen hatte.